# Johannes Fleck
Johann(es) Fleck (latinisiert: Flaccus, * 1559 in Zwickau; † 30. Juli 1628 in Küstrin) war ein deutscher lutherischer Pfarrer, Superintendent und Hof- und Domprediger.

## Biografie
Der Sohn des Mediziners Matthäus Fleck, des ersten Stadtphysikus von Berlin und seiner Gattin Regina Schirmer, studierte an der Universität Leipzig, wo er den akademischen Grad eines Magisters erwarb. 1586 wurde er als Diakon nach St. Nicolai (Zeitz) berufen. Hier heiratete er am 27. Februar 1587 die Witwe Susanna Weinhorst. 1589 wurde er Pfarrer in Ramsdorf und 1592 Superintendent in Colditz.
Am 5. April 1596 wurde er zum Inspektor (Superintendent) an die Marienkirche in Prenzlau berufen. Die uckermärkische Hauptstadt bot dem überzeugten Lutheraner ein ideales Wirkungsfeld. „1597 wetterte Superintendent Johannes Fleck von der Kanzel, man solle künftig die Kirche zuhalten, weil junge und alte Ehebrecher darin ihre heimlichen Gespräche hielten und sich Vollsäufer darin reinigten“. Als auf 1597 ergangenen Beschluss des kurfürstlichen Hauptmanns Bernd von Arnim die für die evangelische Kirche instand gesetzte Franziskanerkirche in Prenzlau am 24. Februar 1598 eingeweiht wurde, hielt Johannes Fleck die erste lutherische Predigt. „Er gab dem Gotteshaus den neuen Namen der Kirchen zur Hl. Dreifaltigkeit, da es nunmehr dem (päpstlichen) Antichristen genommen und Gott dem Herrn gegeben worden sei“.
1601 berief ihn der brandenburgische Kurfürst Joachim Friedrich als Hof- und Domprediger nach Berlin. In dieser Eigenschaft hielt er 1607 die (gedruckt überlieferte) Einweihungspredigt im neugegründeten Joachimsthalschen Gymnasium. Unter Kurfürst Johann Sigismund wurde Fleck 1611 als Inspektor (Superintendent) nach Küstrin versetzt. Als dieser Kurfürst 1613 zum reformierten Glauben übertrat, polemisierte Johannes Fleck heftig dagegen und prophezeite seinem Landesherrn und seinem Kanzler Friedrich Pruckmann den Untergang, „sowie er um 1590 dem damaligen sächsischen Kurfürsten und seinem Kanzler wegen ihres Calvinismus beschieden gewesen war“.
In zweiter Ehe war Johannes Fleck mit Ursula Heerwig verheiratet. Er starb am 30. Juli 1628 in Küstrin.